# Borki Predojević
Borki Predojević est un joueur d'échecs de Bosnie-Herzégovine né le 6 avril 1987 à Teslić. Grand maître international depuis 2005 (à dix-sept ans), il a remporté le championnat du monde des moins de seize ans en 2003 et les championnats d'Europe des moins de douze ans en 1999 et des moins de quatorze ans en 2001. Il a gagné les tournois de Budapest (tournoi MI de pâques) en 2002, 2003 (tournoi de mai) et 2004 (en juillet). Il a représenté la Bosnie-Herzégovine lors de cinq olympiades (en 2004, 2006, 2010, 2012 et 2014).
Au 1er avril  2016, Borki Predojević est le numéro un de Bosnie-Herzégovine et le 101e joueur mondial avec un classement Elo de 2 654.